# Jorge de Avilez Zuzarte de Sousa Tavares
Jorge de Avilez Zuzarte de Sousa Tavares (28 de marzo de 1785, Portalegre (Portugal) - 15 de febrero de 1845) fue un militar y estadista portugués. Participó en la guerra Peninsular y en la conquista portuguesa de la Banda Oriental de Uruguay.

## Primeros años
Jorge de Avilez ingresó en el Real Colegio de Nobles de Lisboa en 1797 junto con sus dos hermanos mayores, estudiando artes hasta 1801, año en el que volvería a Portalegre. Ese mismo año, debido a la Guerra de las Naranjas que asolava la región, volvió con su familia a la capital donde ingresó en el ejército como cadete. El  24 de junio de 1804 fue nombrado Coronel del Regimiento de Milicias de Crato y en 1807 fue elegido como Superintendente de Yeguadas de Portalegre.
En 1808 se puso a cargo del Regimiento de Voluntarios de Portalegre, creado por la Junta de Gobierno de Portalegre, para combatir contra el ejército francés. Un año después, el Regimiento de Voluntarios se unió al ejército portugués y fue nombrado comandante del 1.er Batallón de Cazadores con el grado de Teniente Coronel.

## Guerra Peninsular
Lideró al batallón en todas sus batallas en la 2.ª Brigada de la División Ligera hasta la batalla de Fuentes de Oñoro. En febrero de 1812 fue ascendido a coronel y obtuvo el mando del 2.º Regimiento de Infantería que formaba parte de la Brigada del Algarve de la División Portuguesa, división organizada en el ejército anglo-portugués. Luchó en la batalla de Badajoz, donde participó en la conquista de Badajoz y en la expulsión de los ejécitos franceses de España, hasta la batalla de Toulouse, la última gran batalla de la guerra de la Sexta Coalición. Su mujer le siguió desde Badajoz hasta Toulouse. En 1816 fue ascendido a general de brigada.

## En Brasil
En 1817, debido a la organización de la División de Voluntarios del Príncipe, que se trasladó a  Brasil para ayudar en la Invasión portuguesa de 1811, se le otorgó el rango de mariscal de Campo. En 1818 era Gobernador de Montevideo.
Hizo toda la Invasión portuguesa de 1811, destacando en la batalla de Paço de Arenas en septiembre de 1819. En 1821, en Brasil, se le otorgó el grado de teniente General, debido a su nombramiento como Gobernador de Armas de la Corte y Provincia de Río de Janeiro, donde se encargó de controlar los disturbios originados por la partida del Rey Juan VI y de la corte.

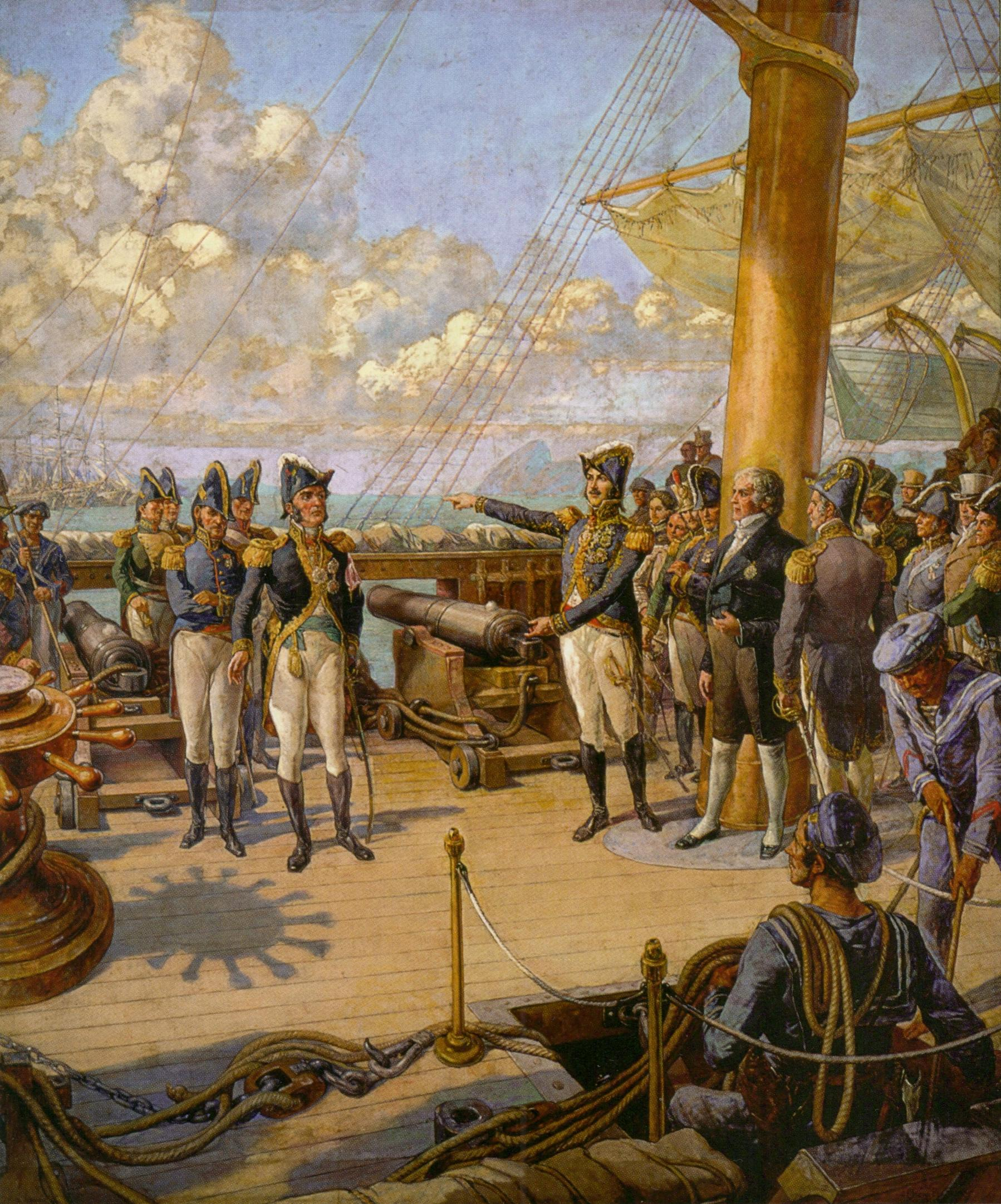
El príncipe Pedro (a la derecha) le ordena al oficial portugués Jorge de Avilez (a la izquierda) que regrese a Portugal después de su fallida rebelión.

El 5 de junio de 1821, siendo comandante de los soldados en Río de Janeiro, dirigió el ultimátum al Príncipe Pedro para que jurase las bases de la Constitución, destituyese al Conde de Arcos y nombrase una junta de gobierno. En octubre volvió a exigir al príncipe Pedro que anunciara públicamente su adhesión a las decisiones de las Cortes reunidas en Lisboa. El príncipe acató las órdenes y decidió, en primera instancia, regresar a Europa. Pero en enero de 1822 declaró públicamente que permanecería en Brasil y no cumplía con lo exigido, hecho conocido como "dia do Fico" (día de la permanencia). Jorge de Avilez renunció al gobierno y, temiendo un ataque de las tropas brasileñas, se retiró a Praia Grande, en Niterói, que fortificó, si bien luego fue expulsado por el Príncipe Regente. La División portuguesa se embarcó en febrero, llegando a Lisboa en mayo de 1822.

## Guerras liberales
De nuevo en Portugal, Jorge de Avilez fue elegido diputado en 1822. En 1823, las Cortes lo nombraron comandante en jefe del ejército portugués, para contrarrestar los movimientos del príncipe Miguel (Miguel I de Portugal) aunque no pudo evitar el golpe de Estado conocido como la Vilafrancada, que puso fin al primer período liberal, restableciendo el régimen absolutista.
Preso en el Castillo de San Jorge, fue trasladado a la Torre de Belém. Juzgado, fue separado de su grado de teniente general y condenado a un año de prisión en Castelo de Vide. En junio de 1827, durante la regencia de la infanta Isabel María de Braganza, fue exonerado y reintegrado a su cargo. Con el regreso del Príncipe Miguel, pidió permiso para ir a Portalegre, pero fue arrestado nuevamente en junio de 1828 y enviado al fuerte de São Julião da Barra. En 1832 fue trasladado a Almeida y posteriormente a Braganza, desde donde logró escapar a España. Su esposa fue detenida y recluida en la Torre de Belém, en la prisión del Limoeiro de Lisboa y en la cárcel del aljibe.
El rey Pedro IV (Pedro I de Brasil) se reconcilió con Jorge de Avilez al final de la guerra civil, y lo nombró Gobernador Militar de la Corte y Provincia de Extremadura, con el grado de Teniente General. Con la reorganización del Ejército se le otorgó el mando de la 1.ª División Militar, siendo luego trasladado a la 7.ª, por motivos políticos. Nombrado Par del reino en 1835, se le otorgó el título de Vizconde de Reguengo. Se incorporó al movimiento setembrista en 1836. Fue nombrado senador, según la Constitución de 1838. En abril de 1838 se le otorgó el título de Conde de Avilez.

## Hoja de servicios
| Rango               | Unidad                                         | Fecha                |
| ------------------- | ---------------------------------------------- | -------------------- |
| Vocal               | Consejo Supremo de Justicia Militar            | 8 de agosto de 1834  |
| Teniente General    |                                                | 16 de junio de 1834  |
| Gobernador militar  | Corte y Provincia de Provincia de Extremadura  | 27 de mayo de 1834   |
| Comandante en jefe  | ejército                                       | 21 de mayo de 1828   |
| Comandante en jefe  | ejército                                       | 28 de mayo de 1823   |
| Gobernador de Armas | Corte y Provincia de Río de Janeiro            | 22 de abril de 1821  |
| Teniente general    |                                                | 21 de abril de 1821  |
| Gobernador          | Montevideo                                     | 27 de enero de 1818  |
| Mariscal de campo   |                                                | 25 de abril de 1817  |
| Comandante          | 1.ª Brigada de Voluntarios Reales del Príncipe |                      |
| Brigadier           |                                                | 4 de marzo de 1816   |
| Coronel             | 5.º Regimiento de Infantería                   | 1814                 |
| Coronel             | 2.º Regimiento de Infantería                   | 5 de febrero de 1812 |
| Teniente coronel    | 1er Batallón de Cazadores                      | 21 de enero de 1809  |
| Coronel             | Regimiento de Voluntarios de Portalegre        | 22 de julio de 1808  |
| Coronel             | Regimiento de Milicias de Crato                | 24 de junio de 1804  |
| Oficial cadete      |                                                |                      |